# 班目秀雄
班目 秀雄（まだらめ ひでお、1944年1月12日 - ）は、日本の元競輪選手。日本競輪選手会福島支部に所属していた。
実弟である班目隆雄（28期）も元競輪選手。実子の班目真紀夫はロードレースを中心に活動した元自転車競技選手（バルセロナオリンピックに出場）で、現在は高校の教諭。

## 経歴
福島県白河市出身。福島県立白河高等学校を経て日本大学へ進学。同大学に在学中だった1964年の東京オリンピックにおいて、手嶋敏光と組んでタンデムスプリントに出場（予選敗退）。
1967年、日本競輪学校第24期生として2月16日、京王閣競輪場でデビューし1着。加えて当開催の3連勝完全優勝を記録。
1969年、競輪祭新人王戦 完全優勝。
1972年、競輪祭競輪王戦優勝。
1998年4月2日、選手登録削除。通算戦績2181戦440勝。

## 指導者としての実績
俗に「班目道場」と言われる、競輪選手の卵を育成する練習グループの主宰者であり、後に自らの弟子の中から岡部芳幸、伏見俊昭というGI優勝者を輩出したことは特筆される。他にも多くの競輪選手を自らの道場で育てて輩出した。福島支部の中では、佐藤慎太郎、山崎芳仁らを輩出した添田広福のグループと双璧の存在である。
2000年開催のシドニーオリンピック日本代表監督を務める。その後、オーストラリア人のゲーリー・ウエストが日本代表監督を務めることになったが、コーチとしてその補佐にあたり、アテネオリンピックでもコーチングスタッフの一員となった。ウエスト退任後には一時、トラック日本代表の監督を歴任。その後、2008年開催の北京パラリンピック自転車競技日本代表監督として石井雅史、藤田征樹らの指導にあたった。